# Voix du Vietnam

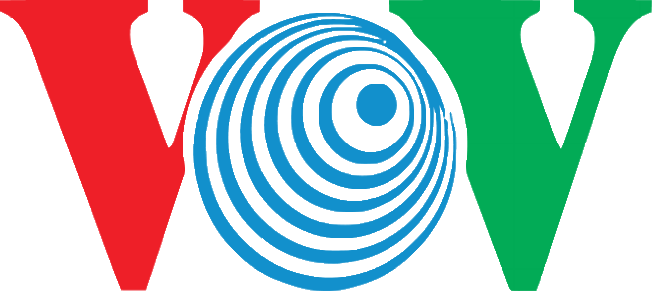
Logo de la Voix du Vietnam.

La Voix du Vietnam (VOV, Voice of Vietnam; en vietnamien : Đài Tiếng nói Việt Nam) est l'entreprise de radiodiffusion publique de la République socialiste du Vietnam. Tout comme Télé-Viêt Nam, elle est une émanation du ministère de l'information et de la communication, et dépend également du cabinet du Premier ministre et du Comité central du Parti communiste vietnamien. Elle opère cinq stations de radio, une chaîne de télévision (VOV-TV) et gère un site internet ainsi qu'un journal, « La voix du Vietnam ». En 2004, quatre des cinq stations de radio de la VOV pouvaient être reçues par environ 90 % des foyers vietnamiens.

## Histoire
Les premières expériences de radiodiffusion sont menées dans le courant des années 1920, pendant la période de colonisation française. Radio Saïgon voit le jour peu après, et devient « La voix de la France en Indochine » — tout comme Radio Brazzaville en Afrique. Pendant la Seconde Guerre mondiale, sous la direction de Jacques Le Bourgeois, elle émet en sept langues et peut être reçue dans tout l'extrême-orient grâce à la puissance de son émetteur. Le 9 mars 1945, à la suite du coup de force japonais, Radio Saïgon cesse momentanément d'émettre. La station reprendra ses émissions régulières au mois de décembre de cette même année, et ce jusqu'en 1949, au moment de la création de l'État du Viêt Nam.
La Voix du Vietnam émet pour la première fois depuis Hanoï une semaine après la proclamation de la République démocratique du Viêt Nam par Hồ Chí Minh le 2 septembre 1945. Elle devient la radio d'État du gouvernement communiste nord-vietnamien après la fin de la guerre d'Indochine, et joue un rôle de propagande pendant la guerre du Vietnam. Au mois d'août 1968, VOV commence à émettre en ondes courtes à destination des Vietnamiens de la diaspora. Une véritable « guerre des ondes » est menée avec la radio sud-vietnamienne, dont le gouvernement défend des positions radicalement opposées. En 1978, après la réunification, toutes les stations du pays passent sous le contrôle de la VOV.

## Présentation
De nos jours, la Voix du Vietnam contrôle cinq stations de radio :
- VOV 1 (ondes courtes et ondes moyennes); cette station généraliste met principalement l'accent sur l'information à travers des journaux, des magazines ou des chroniques traitant de la vie quotidienne.
- VOV 2 (ondes courtes et ondes moyennes); une station à dominante culturelle.
- VOV 3 (modulation de fréquence); une station tournée vers les jeunes, à dominante musicale.
- VOV 4 (ondes moyennes); la station des minorités ethniques.
- VOV 5 (ondes moyennes, ondes courtes, diffusion par satellite dans le monde entier); la station internationale du groupe, diffusée en onze langues.